# Homoeomma hirsutum
Homoeomma hirsutum là một loài nhện trong họ Theraphosidae.
Loài này thuộc chi Homoeomma. Homoeomma hirsutum được Cândido Firmino de Mello-Leitão miêu tả năm 1935.